# 曹亚范 (1911年)
曹亚范（1911年—1940年4月），又名曹青山、曹俊杰，男，北京人，中国革命家，东北抗日联军将领。入选第一批《著名抗日英烈和英雄群体名录》。